# Babah Jurong (Kuta Blang)
Babah Jurong is een bestuurslaag in het regentschap Bireuen van de provincie Atjeh, Indonesië. Babah Jurong telt 428 inwoners (volkstelling 2010).